# Alexander Hack
Alexander Hack (Memmingen, 8 september 1993) is een Duits voetballer die bij voorkeur als centrale verdediger speelt. Hij tekende in 2014 bij FSV Mainz 05.

## Clubcarrière
Hack werd geboren in Memmingen en speelde gedurende het seizoen 2012/13 33 competitieduels voor FC Memmingen in de Regionalliga. Het seizoen erop speelde hij 29 competitiewedstrijden voor SpVgg Unterhaching in de 3. Liga. In 2014 maakte de centrumverdediger de overstap naar FSV Mainz 05, waar hij zich aansloot bij het reservenelftal dat uitkomt in de 3. Liga. Op 28 november 2015 debuteerde Hack vervolgens in de Bundesliga. In het thuisduel tegen Eintracht Frankfurt speelde hij de volledige wedstrijd mee. Op 5 december 2015 deed hij opnieuw het volledige competitieduel mee uit tegen Hamburger SV. Beide wedstrijden werden door Mainz winnend afgesloten.